# Lomas de Sargentillo (canton)
Lomas de Sargentillo est un canton d'Équateur situé dans la province de Guayas.